# Piaohe
Piaohe (kinesiska: 漂河, 漂河镇) är en köping i Kina. Den ligger i provinsen Jilin, i den nordöstra delen av landet, omkring 180 kilometer öster om provinshuvudstaden Changchun. Antalet invånare är 36 450. Befolkningen består av 17 733 kvinnor och 18 717 män. Barn under 15 år utgör 14,0 %, vuxna 15-64 år 78 %, och äldre över 65 år 6,0 %.
Genomsnittlig årsnederbörd är 1 103 millimeter. Den regnigaste månaden är juli, med i genomsnitt 273 mm nederbörd, och den torraste är januari, med 10 mm nederbörd.